# عودة الوعي
عودة الوعي  كتاب للأديب المصري توفيق الحكيم (1898 - 1987)، صدر عام 1974 عن دار مصر للطباعة في 140 صفحة. الكتاب يضم عدداً من المقالات السياسية التي ألفها الحكيم  من أجل زيادة الوعي وشرح والتعليق على فترة هامة تعد من أهم الفترات التي مرت بها مصر ليسرد أحداث حركة الضباط الأحرار ووقوعهم في ظلمة الاستبداد والتفرد بالحكم بعد أن كانوا ينادون بالحرية والمساواة.
ترجم الكتاب بيلي وندر إلى الإنجليزية تحت عنوان "The Return of Consciousness" عام 1979 ونشره دار ماكميلان للنشر بلندن.

## مقتطفات من الكتاب
هذه السطور ليست تاريخاً إنما هي مشاهد ومشاعر استرجعت من الذاكرة ولا تستند إلى أي مرجع آخر للفترة ما بين هذين التاريخين من يوم الأربعاء 23  يوليو سنة 1952 إلى يوم الأحد 23 يوليو سنة 1972.
كان يوم أربعاء فيما أذكر. ذلك أن اليوم التالى وهو الخميس كان يوم سفرى الأسبوعى إلى الإسكندرية. لقد كنت يومئذ مديرا لدار الكتب المصرية. ولم تكن إجازتي السنوية قد حان موعدها فسبقتني أسرتى إلى المصيف على أن أمضى معها عطلة نهاية الأسبوع. وصرت وحدى في مسكنى. ولم أكن في حاجة إلى من يخدمني فطعامي أتناوله في الخارج. وأسهر مع أصدقاء وزملاء من الكتاب والصحفيين ولا أعود إلى شقتى إلا آخر الليل لأنام. وكانت القاهرة في هذه الأيام الأخيرة من شهر يوليو تكاد تكون مقفرة. فالملك فاروق قد انتقل إلى مصيفه بقصر المنتزه وانتقلت معه الحكومة وكبار موظفيها إلى مقرها المعتاد في بولكلى. كل شئ يسير سيره العادي. وعدت من سهرتى وأويت إلى فراشي.
ذلك الصباح ... وفى الصباح الباكر نهضت وأدرت جهاز الراديو كما أفعل كل صباح. ولكنى سمعت شيئا غريبا لم يسبق لى سما ع مثله. إنه بيان من الجيش يعلن قيامه لإصلاح الفاسد من أمر البلاد وإنه تقدم بمطالب إلى القصر الملكى لإقصاء الحاشية الفاسدة. كلمات بهذا المعنى تلقيتها طبعا بابتهاج وإن كنت لم أقدر لها من الأبعاد أكثر مما تحتمل. فما من أحد في البلاد، في ذلك الوقت، لم يشعر بالسخط والاشمئزاز لسلوك الملك الشخصي وتصرفه العام. فقد كان لا يخجل من الظهور في كل مكان بين حاشيته من القوادين المبتذلين. ولم يقف بهم عند حدود حياته الخاصة اللاهية العابثة بل تركهم يتدخلون ويؤثرون في شؤون الدولة. ولقد حاول بعض النصحاء أن ينبهوه إلى خطورة ذلك وسوء عاقبته فلم يلتفت إلى نصح. بل لقد رفع إلى أعتابه رجاء بتطهير قصره من مثل هذه الحاشية في عريضة رسمية موقع عليها من بعض رجال السياسة؛ فغضب منهم ولم يأبه لهم. واستمر كل شئ في طريقه المعهود. لذلك لم أشعر عند سماعي بيان الجيش بآن شيئا خطيرا سوف يحدث. إنه مجرد احتجاج ككل احتجاج. وارتديت ملابسي وخرجت في صباح ذلك اليوم (الأربعاء 23 يوليو 1952) واتجهت إلى ميدان سليمان باشا لأتناول فطوري المعتاد وإذا بى أجد في ذلك الميدان دبابتين من دبابات الجيش المصرى. إِذن المسألة قد تكون أكبر مما توقعت. فنحن قد اعتدنا أن نرى في مثل هذه المواقف دبابات جيش الاحتلال الإنجليزي. أما دبابات جيشنا المصرى وخاصة بعد بيان يتحدى الملك فمعناه شئ لم يكن يخطر لنا على بال. ودخلت محل «جروبى» ووجدت هناك بعض المعارف يتحدثون في ذلك الأمر. وقد احتدم الحديث وعلت الأصوات واشترك في النقاش من نعرف ومن لا نعرف، فأدركت أن أحداثا خطيرة في الطريق إلينا. وفى اليوم التالى «الخميس» غادرت مكتبي بدار الكتب لالحق بأوتوبيس الصحراء الذي يتحرك في الرابعة بعد الظهر إلى الإسكندرية. وذهبت إلى بيتى توا ولم أخرج منه إلا في صباح الجمعة فرأيت سيارات الجيش تذهب وتجئ طول طريق الكورنيش والناس يصفقون لها بحماس. وكنت أنا الآخر في شدة الحماس. ما من أحد في مصر لم يتحمس لهذا الجيش الذي استطاع وحده أن يقف ضد ذلك الملك ذلك الشخص المكروه من الجميع، بأخلاقه القذرة وجسمه المترهل كأنه الخنزير. وكأن القدر أراد له النهاية فأعماه عن سلوك الطريق الذي ينقذه.
لقد كانت البوادر تنذر بالعاصفة فواجهها هو بتأليف وزارة جديدة واهية هزيلة وجعل وزير الدفاع فيها زوج أخته فوزية الشاب الرقيق إسماعيل شيرين. وحتى هذا الشاب فهم للتو أن الظروف أخطر والمسئولية أكبر من أن يحملها مثله ومثل هذه الوزارة. فما أن تقدم لحلف اليمين أمام الملك حتى جثا على ركبتيه واستحلفه بحق النسب والقرابة أن يستمع منه لقولة الصدق وهي أن يأتي بالرجل الوحيد الذي يستطيع أن يواجه الموقف وينقذ العرش: أنه زعيم الأغلبية «مصطفى النحاس باشا» فهو لم يزل يحتفظ في البلاد بشعبية واسعة، وظهوره في تلك اللحظات سيجذب إليه الجماهير فتصغي إليه وإلى الحل الذي يراه وهو على كل حال رجل معروف بأنه لا يتصرف إلا في حدود الدستور.
وتردد الملك .. ولكن الملك تردد. وربما كبر عليه أن يأتي بعدوه التقليدى ليخرجه من مأزقه. وأمام إلحاح نسيبه الشاب أحال الموضوع إلى رئيس ديوانه ليدلي برأيه. وكان هو (الدكتور حافظ عفيفي) أحد أعداء النحاس وحزبه، فكان رأيه بالطبع معروفا. وضاعت الفرصة على الملك. وسارت الأمور بسرعة مذهلة. وفي طريق عودتي إلى القاهرة بالأتوبيس الصحراوى بعد ظهر السبت 26 يولية، وقفنا في استراحة «الرست هاوس» وطلبت فنجانا من القهوة، وإذا صوت مذيع الراديو بالمكان، يعلن خبر مغادرة الملك للبلاد بعد نزوله عن العرش. وكان شعور البلاد بالفرحة شعورا حقيقيا لا جدال فيه.
السادة الجدد.. وتطلعت البلاد إلى السادة الجدد. من هم؟ لم يكن أحد منا يعرف عنهم شيئا. اللهم إلا رئيسهم باسم الحركة في البيانات التي تصدر في الصحف وتذاع في محطات الإذاعة. إنه لواء في الجيش هو "محمد نجيب" كان قد تردد اسمه في الشهور الاخيرة  وقيل إن رجل الجيش وخاصة الضباط الشباب يرشحونه لرياسة ناديهم؛ والملك فاروق يعارض. ثم أبعده ورشح غيره من رجاله المقربين. ولكنه ظل محبوبا من الضباط الشبان إلى أن ظهر على رأسهم في هذه الحركة التي أدت إلى طرد الملك والآن وقد استتب الأمر وأصبح كل شئ في يد القائمين بالحركة، ماذا هم فاعلون؟... كان من رأى "اللواء محمد نجيب كا سمعت أن الجيش لا يحكم ولا ينبغى له، وأن عليه أن يترك حكم البلاد لأهلها بالطريقة الدستورية، وأن يعود الجيش إلى ثكناته ويراقب سير الأمور عن كثب وقيل إنه اتصل بزعم حزب الأغلبية "مصطفى النحاس" في هذا الشأن وإن محادثات تليفونية بينهما قد سمعت. ووقعت جفوة بين اللواء الرئيس وزملائه الضباط الشبان
وأصبحت الحركة ثورة.. ولكن بعض فقهاء القانون الدستورى قاموا من جهة أخرى ينفون عن الحركة وصف الثورة ويدللون على أن الوصف المنطبق على هذه الحركة هو (الانقلاب العسكري) ذلك أن الثورة يقوم بها الشعب ويقودها مدنيون كما حدث في الثورة الروسية التي قام بها الشعب بقيادة لينين وكما حدث في الثورة المصرية سنة 1919 التي قام بها الشعب بقيادة مدنيين. أما الحركة التي تقوم بها جماعة مسلحة من رجال الجيش فهى «انقلاب لنظام الحكم».
أين كنا ؟ ... ولكن أين كنا نحن؟ أين كان المفكرون في هذا البلد؟ وأين كنت أنا المحب لحرية الرأى؟ الواقع أننا ولأقصر الكلام على نفسي ومشاعري لم أشعر قط بضيق. على العكس كنت مستبشرا بقدوم هؤلاء الشبان مبهورا بما قاموا به 
......
السنهوري .. كنت جالساً في مقهى صغير على الكورنيش بسيدى بشر. فأقبل علينا الدكتور عبد الرزاق السنهورى وكأنه جاء يبحث عنى.... وكان يومئذ رئيسا لمجلس الدولة وموضع الثقة والمشورة لدى ضباط الثورة، سألته عن الخبر؟ فقال: أتريدنا أن نجلس ونتكلم هكذا في موضوع هام على قارعة الطريق، وفى مثل هذا المقهى الصغير؟ قم بنا إلى كازينو مغلق محترم«، وقادني من يدي ودخلنا بالفعل مكاناً لائقا وعندئذ قال لي:» اسمع... رجال الثورة يريدون تحديد الملكية الزراعية.
........
تنظيم التصفيق والهتاف ... أن هذا النظام لم يكن يكتفي بالتصفيق العفوي والهتاف المرتجل بل إن الاعتماد الأساسى عنده على التدبير والتنظيم. وقد رأيت بنفسى ولم أصدق عينى. قابلت ذات يوم رجلا من أهل الريف أعرفه. سألته عن سبب وجوده في القاهرة فقال إنه متصل بلجنة الاتحاد الاشتراكى في قريته. وأنهم أحضروه هو وزملاء له في القطارات باستمارات سفر أو نحو ذلك للاحتشاد في استقبال الرئيس جمال عبد الناصر عند عودته من الخارج في مناسبة من المناسبات، لأن الاستقبال شعبى كما يقال عادة. وإن إقامتهم وطعامهم على حساب الدولة. وأن عليه هو وزملاؤه أن يهتفوا له طبقا للشعارات المطبوعة والموزعة عليهم. وأخرج لى من جيبه بالفعل ورقة أطلعني عليها. فدهشت، لقد كان مكتوبًا عليها بحروف مطبوعة هذه العبارات: هتاف جماعى: "ناصر ناصر ناصر".. ثم هتاف فريق: "فليحيا ناصر العروبة ... ثم هتاف جماعى: "فليحيا بطل الثورة".. "القائد البطل".. "زعيم الأمة العربية".. إلخ .. أشياء من هذا القبيل؛ وسألت: كيف يهتفون من هذه الورقة. فقال أن الورقة لا تظهر فهى للحفظ فقط حتى لا ننسى الكلمات، وإنه معين لكل جماعة منهم أربطة، أول الصف أو في الوسط، أو على رأس كل مجموعة يشير إليهم بالبدء .. كما يحدث في كورال الموسيقى وكورس المسرحيات ....  ومع ذلك وهنا العجب: كيف استطاع شخص مثلى أن يرى ذلك ويسمعه؛ وأن لا يتأثر كثيراً بما رأى وسمع، ويظل على شعوره الطيب نحو عبد الناصر ... أهو فقدان للوعي ؟ أهى حالة غريبة من التخدير ؟
......
ضياع وعي مصر .. وأنا أفترض أن كل هذه المكاسب حقيقية. وأود من كل قلبى أن يسفر البحث النزيه عن ذلك .. ولكن هناك خسارة لا شك فيها ولا يعدلها عندى مكسب، ذلك هو ضياع وعى مصر ..... هذه الحالة العجيبة التي أصابتنا يجب أن تكون يوما محل دراسة وتحقيق 

## نقد وتعليقات
- كتبت أسماء أمين في المصري اليوم بتاريخ 14 فبراير 2019: "كتب توفيق الحكيم "عودة الوعى" كنقد موضوعى للنظام الناصري، الذي استقبله بالحماسة، والذى تحول شيئًا فشيئًا إلى نظام بوليسي، وأدى إلى هزيمة منكرة من عدو صغير، وذلك بحسب صلاح منتصر في كتاب "توفيق الحكيم في شهادته الأخيرة"، يقول الحكيم: "اعتدنا عدم التفريق بين النقد والهجوم، وعدم الفصل بين التقدير والتقديس، فتقديس عبد الناصر ألصق تهمة الهجوم ضد كل من يناقش أو ينقد أي عمل لعبد الناصر".[12]
- أصدر نقيب المحامين المصريين رجائي عطية (1938 - 2022) كتاباً يحمل عنوان «توفيق الحكيم وعودة الوعي»[13][14] جاء فيه على صفحات جريدة الشروق بتاريخ 4 سبتمبر 2019: «لا أعرف حقيقةً لماذا تباطأتُ كل هذه السنين عن قراءة» عودة الوعى«منذ صدوره في أوائل سبعينيات القرن الماضى، مع أنني من عشاق توفيق الحكيم، المدمنين على قراءة كل أعماله. ربما لأننى استنتجت آنذاك موضوعه، وربما لأنى قدّرت أننى لم أفقد الوعى حتى يعود إلىّ، فقد لحقت بالعهد الملكي وألممت بكثيرٍ مما كان يعيبه ويعيب الحياة السياسية بوجه عام، وعاصرت عن وعى حركة الضباط الأحرار التي انفجرت في 23، 26 يوليو 1952، وتسمّت بعد ذلك بعدة مسميات حتى استقرت على مسمّى» الثورة«، وتابعتُ حركتها ونجاحاتها وإخفاقاتها منذ ذلك التاريخ، وكل ما جرى من اختلاجات بداخلها، وكل ما واجهته واتخذته لمغالبة عوامل النحر في داخلها، وكيف تصدت للعدوان الثلاثى 1956، وكنتُ ممن لحقوا بمعسكرات الحرس الوطنى للتدريب على الرماية وأعمال القتال»، يتابع عطية قائلاً: «وكان الأستاذ توفيق الحكيم قد بدأ الطبعة الأولى للكتاب بكلمة، أبدى فيه أنه بعد انقضاء عشرين عامًا على ثورة 1952، جعل يسترجع ما وعته ذاكرته من صورة الثورة وصلته بها، ويحاسب نفسه من خلال محاسبته لها. وأن هذه الصفحات هي آراؤه وشهادته أمام ضميره، ولا يحب أن تؤخذ على أنها موقف سياسى أو حكم نهائى، بل على العكس هو يطالب بالبحث المنصف والتحقيق الدقيق والكشف عن الحقيقة. إن المهمة الكبرى لحامل القلم والفكر هي الكشف عن وجه الحقيقة».[15]
- كتب محمد حماد على موقع "أصوات أون لاين" في 26 سبتمبر 2019: "تلقفت تلك القوى الكتيب الذي كتبه الأديب الكبير توفيق الحكيم تحت عنوان «عودة الوعي» في أوائل السبعينيات من القرن الماضي، وتحمست لإصداره والترويج له وجعله "مانيفستو" لحملات الهجوم على الرجل بعد رحيله ..... جاء الكتيب مفاجئاً لكثيرين كانوا ينظرون إلى توفيق الحكيم باعتباره الأب الروحي لثورة يوليو، الذي تأثر عبد الناصر بكتاباته قبل الثورة، والذي حظي في ظل حكم عبد الناصر بتكريم لم يحظ به كثيرون غيره من الكتاب والأدباء والمفكرين، إلى جانب أن الناس لم تكن قد نسيت بعد مرثيته الحزينة في عبد الناصر: "اغفر لي يا سيدي الرئيس فيداي ترتعشان وأنا أكتب عنك"، ولا دعوته الملحة إلى جمع التبرعات لإقامة أكبر تمثال لعبد الناصر في قلب ميدان التحرير، ثم يقرأون على لسان هذا الكاتب نفسه: "هل كانت ثورة يوليو ذات فائدة حقيقية لمصر والبلاد العربية، أو أنها فترة معترضة لسيرها معرقلة لنهضتها؟، هل كانت نظاما طبيعيا أو نظاما مصنوعا نتج عن حركة آزرتها وخططت لها أمريكا لتزرع في المنطقة أنظمة عسكرية على غرار ما فعلته في أمريكا الجنوبية اللاتينية لتوقعها".[16]
- كتب علاء عبد الرازق على موقع الجزيرة في 8 أكتوبر 2021: «العجيب أن الحكيم كان من أقرب الأدباء إلى ناصر، حيث كان الزعيم معجب بروايته» عودة الروح«التي نشرت عام 1933، ورآها تمهد لظهور البطل المنتظر الذي سيحيي الأمة من رقادها، واعتبره عبد الناصر بمنزلة الأب الروحي لثورة يوليو، ولم يمنع أي عمل للحكيم خلال عهد عبد الناصر، حتى روايته» السلطان الجائر«نهاية الخمسينيات التي حملت إسقاطا على عهد عبد الناصر ودعته للانتصار للقانون مقابل السيف»، يتابع المقال: «في مقدمة الطبعة الثانية من» عودة الوعي«يقول الحكيم إن الناصريين هاجوا وماجوا بعد صدور كتابه، كما لو كانت الناصرية دينا مقدسا لا ينبغي المساس به، وكما لو أن عبد الناصر فوق مستوى البشر، وليس لمخلوق أن يحاسبه على خطأ، ولابد من فتح ملفات ثورة يوليو ورؤية الحقائق إذا أردنا لمصر أن تتقدم».[17]
- كتب موقع منصة الكتب العالمية: «ثمة كتب تشعر صدق كاتبها من الصفحات الأولى، وبانتهائك من القراءة يتأكد إحساسك، وتتمنى لو أن كل من يهمك أمره يطلع عليها، وهذا ما شعرت به وأنا أقرأ هذا الأسبوع للأديب الكبير توفيق الحكيم كتابه المشهور» عودة الوعي«.... كتاب» عودة الوعي«لتوفيق الحكيم من الكتب الجديرة بالقراءة شرط أن يتم ذلك دون تشنج أو انفعال، ودون أن يكون الهدف هو تسجيل نقاط على هذا الخصم أو ذاك. فالله هو المبتغى والوطن والكرامة هما الهدف والغاية».[18]
- كتب رائد الحواري على موقع الحوار المتمدن في 30 ديسمبر 2013: «يتطرق توفيق الحكيم إلى الحالة الفريدة التي شكلتها ثورة 52 بقيادة عبد الناصر، وكيف استطاعت الثورة من خلال أعمال الإصلاح التي قامت بها أن تجعل الجماهير من الفلاحين والعمال والمثقفين يلتفوا حولها»، ويتابع قائلاً: «سنحاول تحليل المقولات التي جاء بها توفيق الحكيم، وكيف أن الكتاب الذي سماه» عودة الوعي«هو في الحقيقة كتاب الردة على الثورة والدعوة إلى الماضي المتخلف والرجعي».[19]
- كتبت نورا سعيد على موقع الشارع الجديد في 10 أكتوبر 2020: «عودة الوعي»... أثارت موجة غضب لمؤيدي الفكر الناصري، وبحسب وصفه أنها كانت إشارة فكرية للرئيس «أنور السادات».[20]
- كتب أحمد متاريك على موقع إضاءات في 5 سبتمبر 2020: «يضع الدكتور لويس عوض، في كتابه» أقنعة الناصرية السبعة"،[21] سؤالًا هو: متى بدأت خيبة أمل توفيق الحكيم في عبد الناصر؟، وبعدها يشرع في الإجابة على استسفاره بقوله: نعرف من كلامه أنه ظل حتى شتاء 1960-1961 يرسل برقيات تأييد للرئيس الأسبق،[22] وحتى فترة انعقاد اللجنة التحضيرية في ذلك التاريخ تمهيدًا للمؤتمر الوطني للقوى الشعبية الذي عرض عليه الميثاق في 1962م، كان الأديب الراحل يرى فيه نموذجًا للحاكم الديمقراطي المُبرَّأ من الدكتاتورية، وكتب للرئيس يقول: أرى صورة جديدة لمصر تتشكل أمامي. إلا أن مصر الجديدة التي رآها الحكيم في المناقشات التحضيرية، اختفت عن ناظريه لحظة انعقاد المؤتمر نفسه في شهر مايو من ذات العام.  يقول الكاتب عبد الرحمن أبو عوف:[23] "لقد تسببت النكسة في هز ثقة توفيق الحكيم بالنظام الناصري وبدأ ينمو إلى علمه مآسي التعذيب التي تمت في معتقلات وسجون عبد الناصر وسطوة المؤسسة البوليسية وحكم المخابرات، وكذلك اعترض توفيق الحكيم على حرب اليمن والوحدة غير المدروسة مع سوريا. وبحسب لويس عوض فإن الحكيم لم يبدأ في استعادة وعيه إلا حين رأى الجماهير قد تحولت إلى غوغاء بلا عقل تردد «ناصر، ناصر» في المؤتمر الوطني للقوى الشعبية بدلًا من أن تناقش «الميثاق». وبعد رحيل جمال عبد الناصر، أصدر توفيق الحكيم كتابه عودة الوعي في يوليو 1972، تطرَّق فيه بشكلٍ واضح لطبيعة علاقته بالرئيس الأسبق، ومارس فيه انقلابًا فكريًّا على صديقه القديم، فقال: «طبيعة علاقتي به عبد الناصر تجعلني أحسن الظن بتصرفاته وألتمس له التبريرات المعقولة، وعندما كان يداخلني بعض الشك أحيانًا، وأخشى عليه من الشطط أو الجور، كنت ألجأ إلى إفهامه رأيي عن بعدٍ وبرفق، وأكتب شيئًا يفهم منه ما أرمي إليه». تسبَّب توقيت صدور هذا الكتاب في زيادة الجدل المُثار حوله، فوقتها كان السادات قد أفسح المجال واسعًا لحملة إعلامية قوية استهدفت تشويه صورة عبد الناصر في قلوب المصريين، وعندما نُشر هذا الكتاب اعتبره كثيرون جزءًا من هذه الحملة، وهو ما دفع الحكيم إلى توضيح موقفه مؤكدًا أنه لا يزال على حبه لعبد الناصر، لكنه دائمًا مع التقدم وتمنَّى أن تعيش مصر جوًّا تسوده التعددية الحزبية والحريات الديمقراطية.[24]

## وصلات خارجية
https://shaqhaf.com/book93760.html عودة الوعي
https://www.goodreads.com/book/show/6135183 عودة الوعي
https://link.springer.com/book/10.1007/978-1-349-07176-0 عودة الوعي
https://soundcloud.com/annaja7radio/boyucpyv9y23 عودة الوعي
https://www.youtube.com/watch?v=eUbFbCpcvpc عودة الوعي